# Scatopse leucopeza
Scatopse leucopeza är en tvåvingeart som beskrevs av Johann Wilhelm Meigen 1818. Scatopse leucopeza ingår i släktet Scatopse och familjen dyngmyggor.
Artens utbredningsområde är Tyskland. Inga underarter finns listade i Catalogue of Life.